# 1697 en droit
Chronologie en droit

Cet article présente les faits marquants de l'année 1697 en droit.

## Événements
- En Pologne-Lituanie, la langue ruthène est exclue des registres des tribunaux[1].
- Édit établissant les forges de Tobolsk pour les besoins de l’armée russe en fusils et canons[2].

- 10 janvier, Indonésie : les habitants du nord de Sulawesi, les Minahasa, signent un traité d’alliance avec les Hollandais[3]. Ils demeurent en fait isolés.

- Avril : le Parlement impose à la Banque d'Angleterre le doublement de son capital pour lui permettre de faire face à la conversion des billets en monnaie, ce qu’elle n’aurait pu faire l’année précédente[4]. Elle reçoit le monopole d’émission des billets et est impliquée dans les affaires de l’État : elle doit escompter les créances de l’État, gérer les emprunts, faire des avances sur le produit des impôts.

- 15 juin : ouverture du Parlement de Dublin, exclusivement protestant. Il vote une série de lois pénales interdisant aux catholiques l’accès aux emplois publics, bannissant d’Irlande tout membre du clergé catholique et encourageant les conversions au protestantisme (1697 et 1704) : Bishop's Banishment Act (21 juillet), loi interdisant les mariages mixtes (16 août)[5].

- 20 - 21 septembre : paix de Ryswick, dont l'objet principal est de mettre fin à la Guerre de la Ligue d'Augsbourg. Les Hollandais doivent rendre Pondichéry à la France. Le traité reconnaît à la France ses conquêtes de la baie d'Hudson au Canada. Elle récupère Terre-Neuve mais ne conserve qu'une partie de l'Acadie[6]. Les Français obtiennent de l'Espagne la reconnaissance de leur occupation de la partie occidentale de l'île d'Haïti (Saint-Domingue)[7].

- 30 octobre : traité de paix conclu à Ryswick entre la France et l'Empire.